# Amaiur

Logo

Amaiur war ein für die Teilnahme an den spanischen Parlamentswahlen 2011 gebildetes Wahlbündnis linksnationalistischer baskischer Parteien. Dieselben Parteien traten zur Regionalwahl im Jahre 2012 und den Parlamentswahlen 2015 unter der Bezeichnung Euskal Herria Bildu an.

## Wahlbündnis
Nach spanischem Wahlrecht können politische Parteien Wahlbündnisse (coaliciones) bilden und so gemeinsame Wahlvorschläge einreichen. Wahlbündnisse können immer nur für die Teilnahme an einer bestimmten Wahl gegründet werden, sind also keine dauerhaften Organisationen und die sie bildenden Parteien behalten ihre volle Selbständigkeit.
Bei den Regional- und Kommunalwahlen am 22. Mai 2011 waren die Parteien Eusko Alkartasuna und Alternatiba Eraikitzen in einem Wahlbündnis mit der Bezeichnung Bildu angetreten und hatten beachtliche Erfolge erzielt.
Am 2. Oktober 2011 gaben Vertreter dieser beiden Parteien und der Partei Aralar bekannt, bei den Wahlen zum spanischen Parlament (den Cortes Generales) am 20. November 2011 in den drei Provinzen der Autonomen Gemeinschaft Baskenland und Navarra in einem Wahlbündnis unter der Bezeichnung Amaiur anzutreten.
Das Bündnis Amaiur erhielt bei diesen Wahlen im Baskenland 24,1 Prozent der Stimmen und sechs Mandate, in Navarra 14,9 Prozent der Stimmen und ein Mandat.
Bei den Wahlen zum baskischen Regionalparlament am 21. Oktober 2012 traten dieselben drei Parteien (Aralar, Eusko Alkartasuna und Alternatiba Eraikitzen) wieder in einem Wahlbündnis an, diesmal unter der Bezeichnung Euskal Herria Bildu (EH BILDU). Nachdem die neue Partei der izquierda abertzale, Sortu, nach einem Urteil des Verfassungsgerichts legalisiert worden war, wurde die Kandidatur auch von dieser unterstützt. Allerdings wurde Sortu formell nicht Mitglied des Wahlbündnisses, da sich die Partei zu diesem Zeitpunkt noch im Aufbau ihrer Strukturen befand.
Auf EH BILDU entfielen bei dieser Wahl 25 Prozent der Stimmen und sie zog mit 21 Abgeordneten als zweitstärkste Kraft in das Regionalparlament ein.
Bei den Parlamentswahlen 2015 erreichte EH BILDU 0,87 Prozent und verlor damit 0,5 Prozentpunkte im Vergleich zum Ergebnis von Amaiur im Jahre 2011; zudem fiel das Wahlbündnis von sieben auf zwei Mandate zurück.

## Name
Amaiur (span.: Maya) ist der Name eines symbolträchtigen Ortes in den Pyrenäen, in dessen Burg navarrische Truppen 1522 den letzten Widerstand gegen die Invasion durch Kastilien leisteten.